# 里夏巴扎尔
里夏巴扎尔（Risia Bazar），是印度北方邦Bahraich县的一个城镇。总人口11128（2001年）。

## 人口
该地2001年总人口11128人，其中男性5799人，女性5329人；0—6岁人口2112人，其中男1058人，女1054人；识字率42.97%，其中男性为49.37%，女性为36.01%。